# Tambumuro
Il tambumuro è una specialità sferistica del tamburello.

## Regolamento
Il tambumuro si pratica con tamburello e palla di caucciù su un campo con muro d'appoggio dove far rimbalzare la palla. Il campo è lungo 10,6 m e largo 6,1 m; il muro è largo 6,1 m e alto 4,9 m. La forma di gioco è individuale ossia i contendenti sono due. La partita è divisa in due frazioni o set: un set è vinto da chi totalizza undici punti; in caso i giocatori vincano ognuno un set, per aggiudicare la vittoria si devono calcolare i punteggi totali dei due set e in caso di ulteriore parità si disputa un terzo set di spareggio che si vince realizzando cinque punti senza un limite di tempo.